# District de Nishi
Le district de Nishi (爾志郡, Nishi-gun) est un district de la sous-préfecture de Hiyama, au Japon.
Au 31 mars 2015, la population de ce district s'élevait à 4 010 habitants répartis sur une superficie de 162,59 km2.

## Bourg
- Otobe